# Brussa (Caorle)
Brussa è una frazione del comune di Caorle, nella città metropolitana di Venezia.
La frazione comprende la località di Castello di Brussa, ubicata appena a sud di Lugugnana lungo la strada provinciale 70 e, ancor più a sud lungo la medesima strada, la località di Brussa propriamente detta. Essendo questi gli unici centri abitati delle valli comprese tra le foci del canale Nicesolo e il canale dei Lovi (a monte, i fiumi Loncon e Lemene), il nome Brussa è sovente usato per indicare l'intera area delle valli, e in particolare la spiaggia di Vallevecchia.

## Geografia fisica
Il territorio è delimitato a ovest dai canali Alberoni e Nicesolo, limite orientale della laguna di Caorle, a nord approssimativamente dalla strada provinciale 42, a est dal canale dei Lovi, oltre il quale si trova la località balneare di Bibione, e a sud dal litorale adriatico. Non vi sono ponti per l'attraversamento dei canali; l'unico ingresso è dato dalla strada provinciale 70, che percorre per lungo l'area di Brussa, da Marina di Lugugnana fino alla spiaggia.
L'intera area di Brussa, come sopra definita, misura circa 10 km da nord a sud, per una larghezza variabile tra 2 km e 5 km. Il territorio fa interamente parte del comune di Caorle; il canale dei Lovi è confine di comune (con San Michele al Tagliamento). In linea d'aria la località di Brussa dista solo 6 km dal capoluogo comunale, ma il viaggio stradale è di ben 30 km, dovendo aggirare il canale Nicesolo e la laguna di Caorle, uscendo peraltro dal territorio comunale.
L'area di Brussa è di recente bonifica, e ad oggi si presenta come un paesaggio agricolo analogo al territorio circostante. Ha importanza storica ed ecologica l'area di Vallevecchia, dove è stato realizzato un progetto di riqualificazione ambientale. Mentre la maggior parte del litorale veneto è costituito da spiagge attrezzate per il turismo di massa, a Brussa è preservata una tipica pineta mediterranea e un sistema di dune naturali di sabbia.

## Storia
L'abitato attuale è di origini recenti, a seguito delle bonifiche avvenute a partire da inizio Novecento.